# Giulio Maria della Somaglia

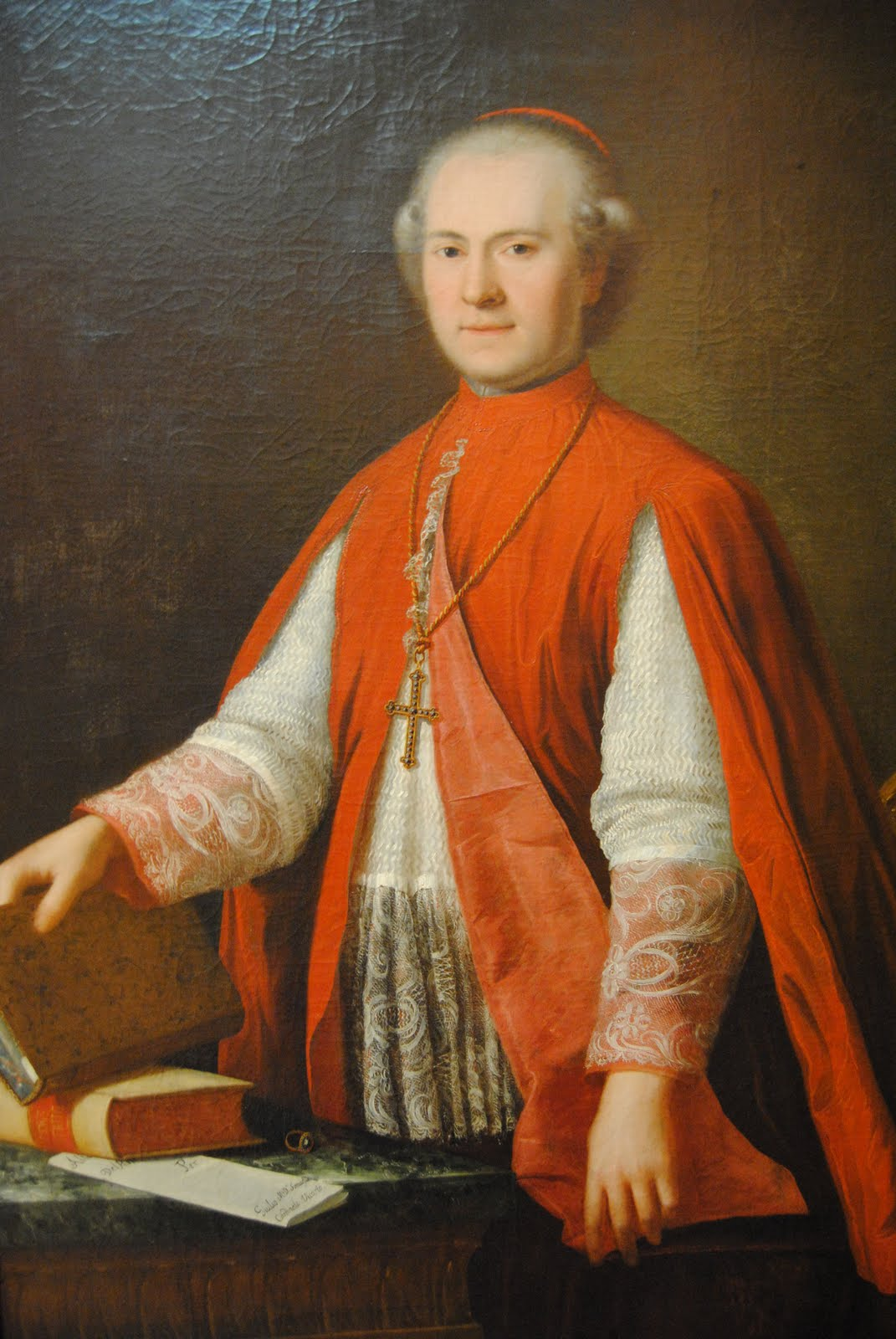
Giulio Maria Kardinal della Somaglia (Porträt von Gaspare Landi, ca. 1786)

Kardinalswappen

Giulio Maria Conte della Somaglia (* 29. Juli 1744 in Piacenza; † 2. April 1830 in Rom) war Kardinalstaatssekretär des Kirchenstaates von 1823 bis 1828.

## Leben
Nach seinem Studium in Rom am Collegio Nazareno wurde er 1773 zum Dr. jur. utr. promoviert und von Papst Clemens XIV. zum Päpstlichen Hausprälaten ernannt, nachdem dieser ihn schon 1769 zu seinem privaten Kämmerer berufen hatte. Papst Pius VI. berief ihn im März 1775 zum Sekretär der Ritenkongregation und versetzte ihn in dieser Funktion im Februar 1787 in die Konsistorialkongregation. Am 2. Juni 1787 empfing er das Sakrament der Priesterweihe. Am 15. Dezember 1788 zum Titular-Patriarchen von Antiochien erhoben, spendete ihm Kardinal Hyacinthe Sigismond Gerdil die Bischofsweihe. Im September 1795 zum Generalvikar von Rom ernannt, wurde er schon bald Sekretär der Konsistorialkongregation. Am 1. Juni 1795 wurde della Somaglia im Konsistorium von Pius VI. zum Kardinal kreiert und zum Kardinalpriester mit der Titelkirche Santa Sabina ernannt, worauf 1798 die Erhebung zum Erzpriester der Patriarchalbasilika San Giovanni in Laterano und 1800 zum Präfekten der Ritenkongregation durch den neuen Papst Pius VII. folgten.
Seit dem 20. Juli 1801 war er Kardinalpriester der Titelkirche Santa Maria sopra Minerva. Da er 1810 der Hochzeit Napoleon Bonapartes mit Erzherzogin Marie-Louise von Österreich die Anerkennung verweigerte, verbot Napoleon ihm das Tragen seiner Amtskleidung, und Kardinal della Somaglia wurde einer der dreizehn sogenannten Schwarzen Kardinäle. Nach seiner Freilassung aus französischer Gefangenschaft im April 1814, wurde er nach der Restituierung des Kirchenstaates schon einen Monat später Sekretär der Kongregation der römischen und allgemeinen Inquisition. Am 26. September 1814 zum Kardinalbischof von Frascati erkoren, war er zudem seit dem 2. Oktober 1818 Kardinalpriester der Titelkirche San Lorenzo in Damaso in commendam. Nachdem er am 21. Dezember 1818 als Kardinalbischof nach Porto e Santa Rufina gewechselt war, wurde er am 29. Mai 1820 Kardinalbischof von Ostia und zugleich Kardinaldekan. Als solcher leitete er die Papstwahlen der Jahre 1823 und 1829. Unter Papst Leo XII. bekleidete Kardinal della Somaglia dann von 1823 bis Anfang 1828 das Amt des Kardinalstaatssekretärs. Zugleich hatte er aber noch weitere Kurienämter inne; so leitete er zwischen 1824 und 1826 die Kongregation De Propaganda Fide.
Bei seinem Tod 1830 war er der letzte Kardinal aus dem Pontifikat Pius VI. (1775–1799). Begraben wurde Kardinal della Somaglia in der römischen Kirche Santa Maria sopra Minerva.